# Charles Asati
Charles Asati (Kisii, 3 marzo 1946) è un ex velocista keniota.

## Palmarès
| Anno | Manifestazione          | Sede              | Evento      | Risultato        | Prestazione | Note |
| ---- | ----------------------- | ----------------- | ----------- | ---------------- | ----------- | ---- |
| 1968 | Giochi olimpici         | Città del Messico | 100 m piani | Batteria         | 10"6        |      |
| 1968 | Giochi olimpici         | Città del Messico | 200 m piani | Quarti di finale | 20"8        |      |
| 1968 | Giochi olimpici         | Città del Messico | 4×400 m     | Argento          | 2'59"6      |      |
| 1970 | Giochi del Commonwealth | Edimburgo         | 200 m piani | Bronzo           | 20"74       |      |
| 1970 | Giochi del Commonwealth | Edimburgo         | 400 m piani | Oro              | 45"01       |      |
| 1970 | Giochi del Commonwealth | Edimburgo         | 4×400 m     | Oro              | 3'03"63     |      |
| 1972 | Giochi olimpici         | Monaco            | 400 m piani | 4º               | 45"13       |      |
| 1972 | Giochi olimpici         | Monaco            | 4×400 m     | Oro              | 2'59"83     |      |
| 1973 | Giochi panafricani      | Lagos             | 400 m piani | Oro              | 46"31       |      |
| 1973 | Giochi panafricani      | Lagos             | 4×400 m     | Oro              | 3'06"38     |      |
| 1974 | Giochi del Commonwealth | Christchurch      | 400 m piani | Oro              | 46"04       |      |
| 1974 | Giochi del Commonwealth | Christchurch      | 4×400 m     | Oro              | 3'04"43     |      |